# Marcos Morínigo
Marcos Antonio Morínigo Fleytas (Quyquyhó, 1848 - Assunção, 1901), foi um político paraguaio, presidente do país de 8 de junho de 1894 até 25 de novembro de 1894. Era o vice-presidente de Juan Gualberto González, e participou da fundação da Associação Nacional Republicana. Em 1895, foi eleito senador.
Em fevereiro de 1881 foi eleito deputado, cargo que ocupou por mais de nove anos. Em 1887, Morínigo participou da fundação do Partido Colorado. Foi eleito Vice-Presidente da República em 1890, assumindo o cargo em 25 de novembro do mesmo ano (junto com o Presidente Juan Gualberto González) González por sua vez foi derrubado por um grupo de golpistas militares, em 9 de junho de 1894. Em decorrência desse acontecimento e por dever constitucional, Morínigo assumiu a Presidência da República, para completar o mandato de 1890-1894. Em seus cinco meses de o governo assinou o Tratado de Ichazo-Benítez com a Bolívia, que não foi ratificado; um corpo de guardas civis foi criado; foi inaugurado o Hospital de Caridad (Clínicas), entre outras obras.
Posteriormente, Morínigo foi eleito senador em fevereiro de 1895. Morreu em 13 de julho de 1901 em Assunção, aos 52 anos.